# L'Astragale
L'Astragale (O Astrágalo (título em Portugal) ) é um filme de drama romântico francês realizado por Brigitte Sy e produzido por Paulo Branco. Foi adaptado do romance homónimo de Albertine Sarrazin. 
O filme foi lançado nos cinemas franceses a 8 de abril de 2015 e nos cinemas portugueses a 9 de julho de 2015.

## Elenco
- Leïla Bekhti como Albertine Damien
- Reda Kateb como Julien
- Esther Garrel como Marie
- India Hair como Suzy
- Jean-Benoît Ugeux como Marcel
- Jocelyne Desverchère como Nini
- Louis Garrel como Jacky
- Jean-Charles Dumay como Roger
- Delphine Chuillot como Catherine
- Brigitte Sy como Rita
- Yann Gael como Étienne
- Guillaume Briat como o patrão do café Pigalle
- Christian Bouillette como o porta-voz do juiz
- Béatrice de Staël como a prostituta comissária
- François Négret como o homem do banco